# Union Films
La Union Films  è stata una casa di produzione cinematografica delle Indie orientali olandesi, con sede a Batavia.
Fondata nel 1940 dagli imprenditori cinesi etnici Ang Hock Liem e Tjoa Ma Tjoen durante il rilancio dell'industria cinematografica delle Indie, produsse soltanto sette film in bianco e nero, diretti alternativamente da quattro registi (anch'essi di etnia cino-indonesiana), e venne smantellata nel 1942 in seguito all'occupazione giapponese delle Indie.
Alcuni lungometraggi della Union Films, sceneggiati da Saeroen, tentarono da una parte di andare incontro ai gusti dell'intellighenzia indonesiana allora in ascesa, mentre dall'altra tentarono di distaccarsi dalle convenzioni teatrali tipiche del cinema autoctono. Questo processo proseguì anche dopo l'abbandono di Saeroen, passato alla concorrente Star Film nel 1941, raggiungendo un completo realismo nelle ultime due produzioni, Soeara Berbisa e Mega Mendoeng. Tutte le pellicole dello studio, sebbene avessero contribuito a lanciare le carriere degli attori Rendra Karno e Djoewariah, sono considerate perdute.

## Storia

### La fondazione (1940)
A seguito del successo commerciale di Terang Boelan di Albert Balink (1937), Fatima dei fratelli Wong (1938) e Alang-Alang di The Teng Chun (1939), rinacque l'industria cinematografica nelle Indie orientali olandesi, gravemente indebolita dalla Grande depressione. Le produzioni aumentarono repentinamente nel 1940 tanto che aprirono ben quattro nuove case di produzione, tra cui la Union Films. Questa fu fondata dal cinese etnico Ang Hock Liem, un uomo d'affari che svolse anche la mansione di produttore, lasciando la direzione aziendale al collega Tjoa Ma Tjoen. La sede era a Prinsenlaan, Batavia (ora Mangga Besar, Giacarta) e, secondo un comunicato stampa, il suo obiettivo era:

### Le produzioni (1940-1942)

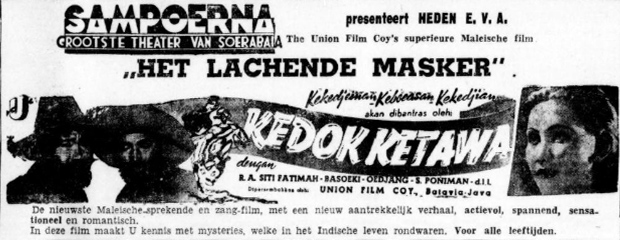
Una pubblicità in lingua olandese per il primo film della Union, Kedok Ketawa (1940)

La neonata Union realizzò subito nel luglio di quell'anno la sua prima pellicola, Kedok Ketawa. Basata sulla storia di una giovane coppia che affronta dei criminali con l'aiuto di un bandito mascherato, fu diretta da Jo An Djan ed interpretata da Oedjang, Fatimah e dal pittore Basoeki Resobowo (ingaggiato per via del suo elevato grado di istruzione, ritenuto un valido strumento promozionale presso il pubblico più raffinato). Venne ben accolta dalla critica: una recensione del Bataviaasch Nieuwsblad ne lodò la fotografia e il giornalista Saeroen scrisse nel Pemandangan che la qualità del film era paragonabile alle produzioni hollywoodiane.

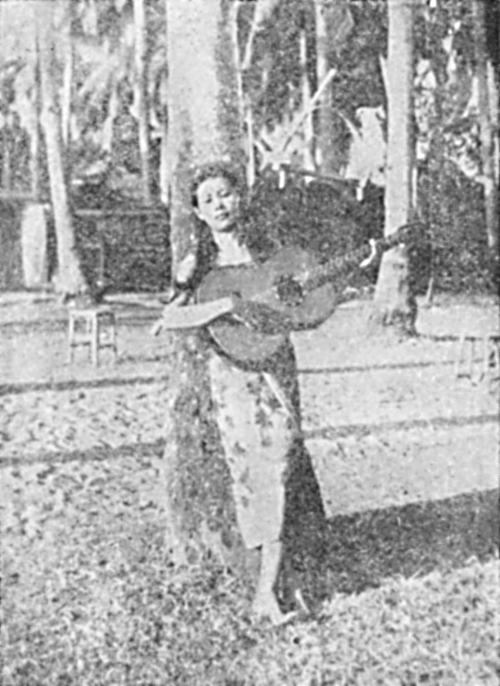
RS Fatimah (qui in Harta Berdarah) comparve nei primi tre lungometraggi dello studio

Colpita da questa sua felice dichiarazione e considerati soprattutto i suoi precedenti successi nell'ideazione di Terang Boelan e di numerosi altri film della Tan's Film, la Union decise di contattarlo e di assumerlo come sceneggiatore. Saeroen perciò sceneggiò il successivo Harta Berdarah, girato da R Hu e Rd Ariffien, acquisiti dopo l'abbandono di Jo An Djan per la Populair's Film. La pellicola, in cui un ragazzo tenta di convincere un avaro hadji di essere più caritatevole (interpretati rispettivamente dal cantante kroncong Soelastri e dall'artista marziale di silat Zonder, scelti per attirare un maggior numero di spettatori), uscì nell'ottobre del 1940 e riscosse anch'essa un buon successo di pubblico e critica.
Nel febbraio 1941 venne distribuito il terzo lungometraggio Bajar dengan Djiwa. Diretto sempre da R Hu, è un dramma in cui una fanciulla viene venduta ad un usuraio dal padre per pagarsi dei debiti. Segnò il debutto sugli schermi di Djoewariah, che sarebbe diventata l'attrice di punta della casa di produzione.

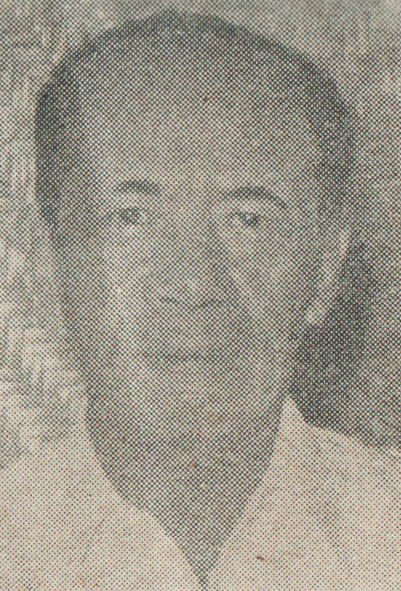
Il giornalista e sceneggiatore Saeroen (circa 1958) fu anche autore di tutte le trasposizioni letterarie delle pellicole da lui scritte

Ariffien, intanto, venne mandato a dirigere Asmara Moerni, l'ultimo scritto da Saeroen e che tratta della tormentata storia d'amore tra un giovane medico (l'allora militante politico nonché vero dottore Adnan Kapau Gani, scelto dal regista con la speranza di raggiungere un pubblico maggiormente istruito) e la sua domestica, i quali riusciranno a sposarsi soltanto dopo che ella sarà riuscita a ricevere un'educazione appropriata. Distribuito ad aprile, divise la critica: nel Bataviaasch Nieuwsblad comparvero infatti due recensioni contrastanti, delle quali una lo giudicava «affascinante», mentre l'altra troppo dipendente da quelle convenzioni teatrali dalle quali la Union voleva prendere le distanze.

A luglio lo studio produsse Wanita dan Satria, incentrato su una ragazza (Djoewariah) che rischia di cader vittima dei raggiri di un ricco donnaiolo che abusa del suo status sociale per sedurre e poi ingannare le donne. Il film fu pubblicizzato dalla Union ponendo l'accento della sua natura non teatrale, in special modo del cast (che includeva pure Moesa, Djoewita e Hidajat), e questa volta venne favorevolmente accolto dalla critica; nel Soerabaijasch Handelsblad fu scritto che: 
(Soerabaijasch Handelsblad, 11 settembre 1941)

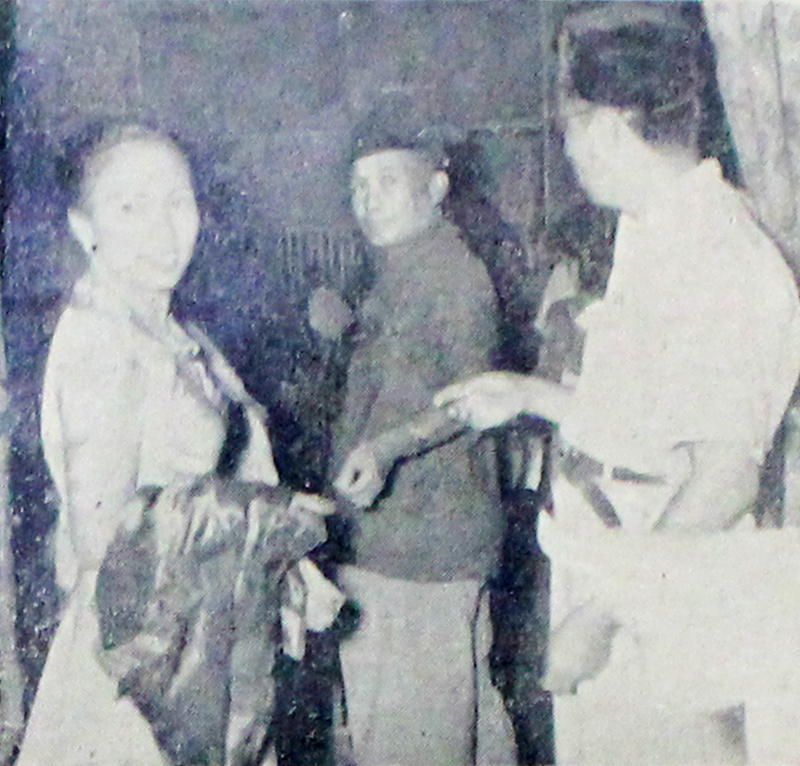
Rd Ariffien (al centro), regista di tre pellicole della Union Films

Fu l'ultimo lavoro della compagnia diretto da Ariffien o scritto, come accennato, da Saeroen, entrambi i quali migrarono subito dopo verso la società rivale Star Film.
Hu diresse quindi la pellicola successiva su sceneggiatura di Djojopranoto, Soeara Berbisa, assistito alla regia dal tecnico del suono peranakan Boen Kin Nam.  È un dramma sulla rivalità di due giovani che competono per l'amore di una donna prima di sapere che sono fratelli separati dalla nascita. Raden Soekarno ricoprì il ruolo di protagonista al posto di Djoewita, che aveva lasciato l'azienda. Uscito alla fine del 1941, fu seguito da Mega Mendoeng, che era stato annunciato già ad inizio riprese del precedente. Girato da Boen, è un film romantico interpretato da Soekarno e dalla nuova scoperta Sofiati e distribuito all'inizio del 1942. Nel produrre entrambe le pellicole, la Union ricercò un forte realismo nella messa in scena, mirando anche a un pubblico istruito.

### L'invasione giapponese e la forzata chiusura (1942)
Alla fine del 1941, il governo delle Indie orientali olandesi percepiva in maniera preoccupante la volontà dell'Impero del Giappone di invadere la colonia. Questa paura prese piede nella popolazione e l'edizione del febbraio 1942 della rivista cinematografica Pertjatoeran Doenia dan Film riferì che diversi studi si sarebbero allontanati dalla capitale Batavia o sarebbero stati chiusi per un certo tempo. La Union, sebbene avesse già fatto partire la produzione di un film ambientato all'epoca del regno giavanese Majapahit intitolato Damar Woelan, fu costretta a interrompere le riprese. Quando infine il Giappone prese le Indie orientali olandesi il mese successivo, venne smantellata in maniera definitiva.
A parte Ariffien, che continuò a girare per altri venti anni, nessuno dei registi o produttori della Union ritornò nell'industria dopo la fine dell'occupazione giapponese nel 1945. Diversi attori invece proseguirono la propria carriera: Djoewariah, per esempio, comparve in otto lungometraggi tra il 1949 e il 1954; Soekarno cambiò il suo nome in Rendra Karno tra il 1955 e il 1956 e ricoprì numerosi ruoli fino al 1980; la star di Kedok Ketawa Basoeki Resobowo lavorò come direttore artistico dello studio Perfini a partire dal 1950, in Darah dan Doa (1950) di Usmar Ismail.

## Filmografia

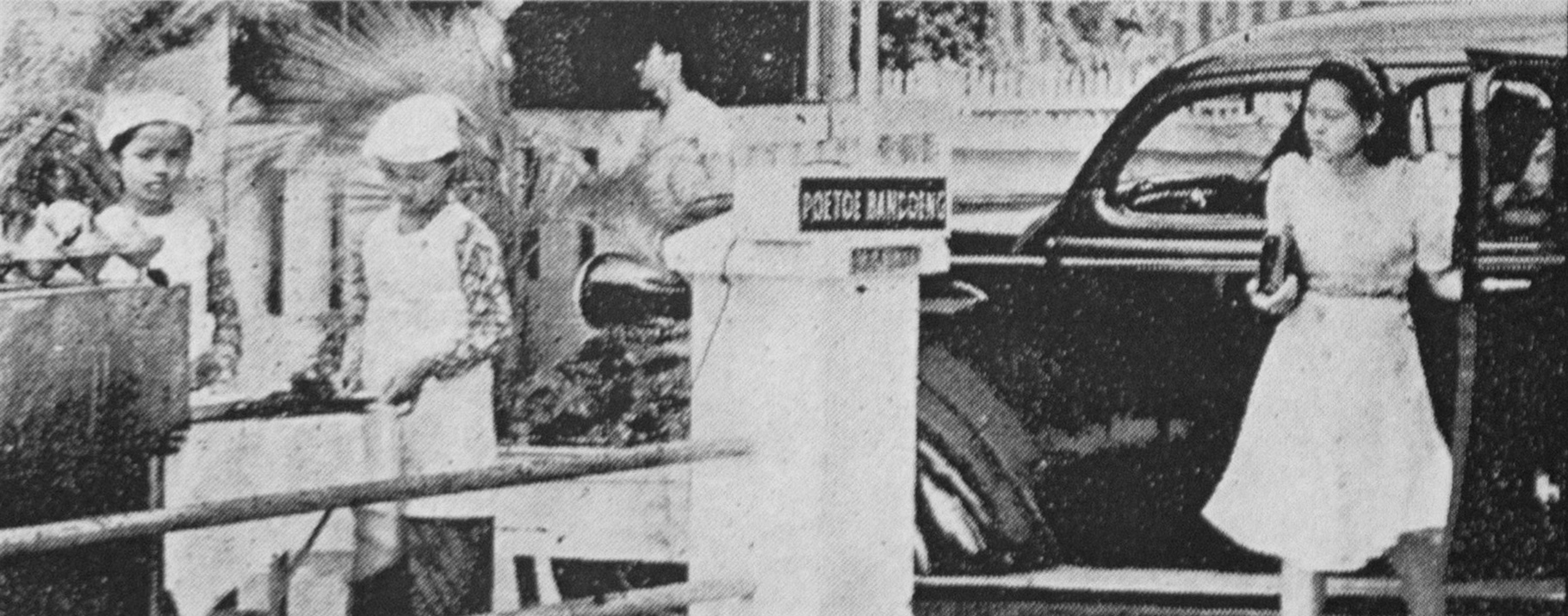
Una scena di Asmara Moerni (1941)

Come detto, nei suoi due anni di attività, la Union produsse sette lungometraggi in bianco e nero, che godettero di un'ampia distribuzione in tutte le Indie orientali olandesi. Alcuni arrivarono anche vicino a Singapore, come Bajar dengan Djiwa e Asmara Moerni. Nonostante siano testimoniate delle proiezioni nella seconda metà degli anni quaranta (come quelle ad esempio di Asmara Moerni e Soeara Berbisa, le cui ultime risalgono rispettivamente a novembre 1945 e a febbraio 1949) tutti questi film sono considerati perduti, soprattutto in seguito all'incendio che distrusse, tra il 1952 e il 1953, gran parte del magazzino della Produksi Film Negara, fatto che portò alla deliberata eliminazione di ogni bobina realizzata nel territorio. All'epoca si girava su un'infiammabile pellicola di nitrato di cellulosa e l'antropologo visuale statunitense Karl G. Heider suggerì che la totalità delle opere precedenti a quella data sia ormai irrecuperabile; lo storico del cinema JB Kristanto, nel suo Katalog Film Indonesia 1926-1995, invece riportò che diversi lungometraggi sopravvissero negli archivi della Sinematek Indonesia e il collega Misbach Yusa Biran aggiunse che a salvarsi furono numerosi titoli di propaganda giapponesi, sfuggiti al Servizio informazioni del governo olandese.
- Kedok Ketawa,[N 4] regia di Jo An Djan (1940)
- Harta Berdarah,[N 5] regia di R Hu e Rd Ariffien (1940)
- Bajar dengan Djiwa,[N 6] regia di R Hu (1941)
- Asmara Moerni,[N 7] regia di Rd Ariffien (1941)
- Wanita dan Satria,[N 8] regia di Rd Ariffien (1941)
- Soeara Berbisa,[N 9] regia di R Hu (1941)
- Mega Mendoeng, regia di Boen Kim Nam (1942)